# Campodorus agarcin
Campodorus agarcin är en stekelart som beskrevs av Dmitriy R. Kasparyan 2005. Campodorus agarcin ingår i släktet Campodorus och familjen brokparasitsteklar. Inga underarter finns listade.